# Калсакау, Ишмаэль
Алатой Ишмаэль Калсакау — политик Вануату, премьер-министра Республики Вануату с 4 ноября 2022 по 4 сентября 2023 года. Является главой Союза умеренных партий.

## Карьера
В 2005 году Калсакау был назначен юрисконсультом MCA Вануату, вануатуского подразделения корпорации «Вызовы тысячелетия».
Калсакау был генеральным прокурором Вануату, но подал в отставку, чтобы участвовать в парламентских выборах. После поражения он вернулся на пост генерального прокурора, вызвав обеспокоенность у Transparency International. После всеобщих выборов 2012 года Калсакау утверждал, что три министра, в том числе Моана Калосил, участвовали в подкупе голосов, чтобы получить несколько мест в Порт-Виле.
В 2014 году Калсакау был повторно назначен генеральным прокурором правительства Вануату.
Калсакау был утвержден в качестве лидера оппозиции в феврале 2016 года.

## Политические позиции
Раскритиковал предложение правительства ввести подоходный налог в Вануату, после чего представитель правительства призвал его уйти в отставку за «вводящие в заблуждение заявления». Выразил скептицизм по поводу расширения присутствия Китая в Вануату, а также отсутствия прозрачности в отношении китайских кредитов.

## Семья
Два брата Калсакау — Эфраим Касакау и Джошуа Каласакау — также были избраны депутатами парламента в 2016 году. Его отцом был первый главный министр Джордж Калсакау, который участвовал в переговорах о независимости Вануату от Франции и Великобритании.